# Deák Ferenc utca (Esztergom)
Az esztergomi Deák Ferenc utca a Kis-Dunával párhuzamosan észak–déli irányba fut. Az Árok utcát (Az egykori Tabán városrészt) köti össze a Széchenyi térrel a belvárosban. Körülbelül az utca felénél található a Pór Antal tér. A város egyik legrégibb utcája 1903 óta viseli a mai nevét. Előtte 1709-től Duna utca, 1711-től Szentkirályi utca és Szent Ilona utca, 1722-től Halászok utcája, 1853-tól Kis-Duna utca, majd újra Duna utca volt a neve.

## Az utca keleti házsora

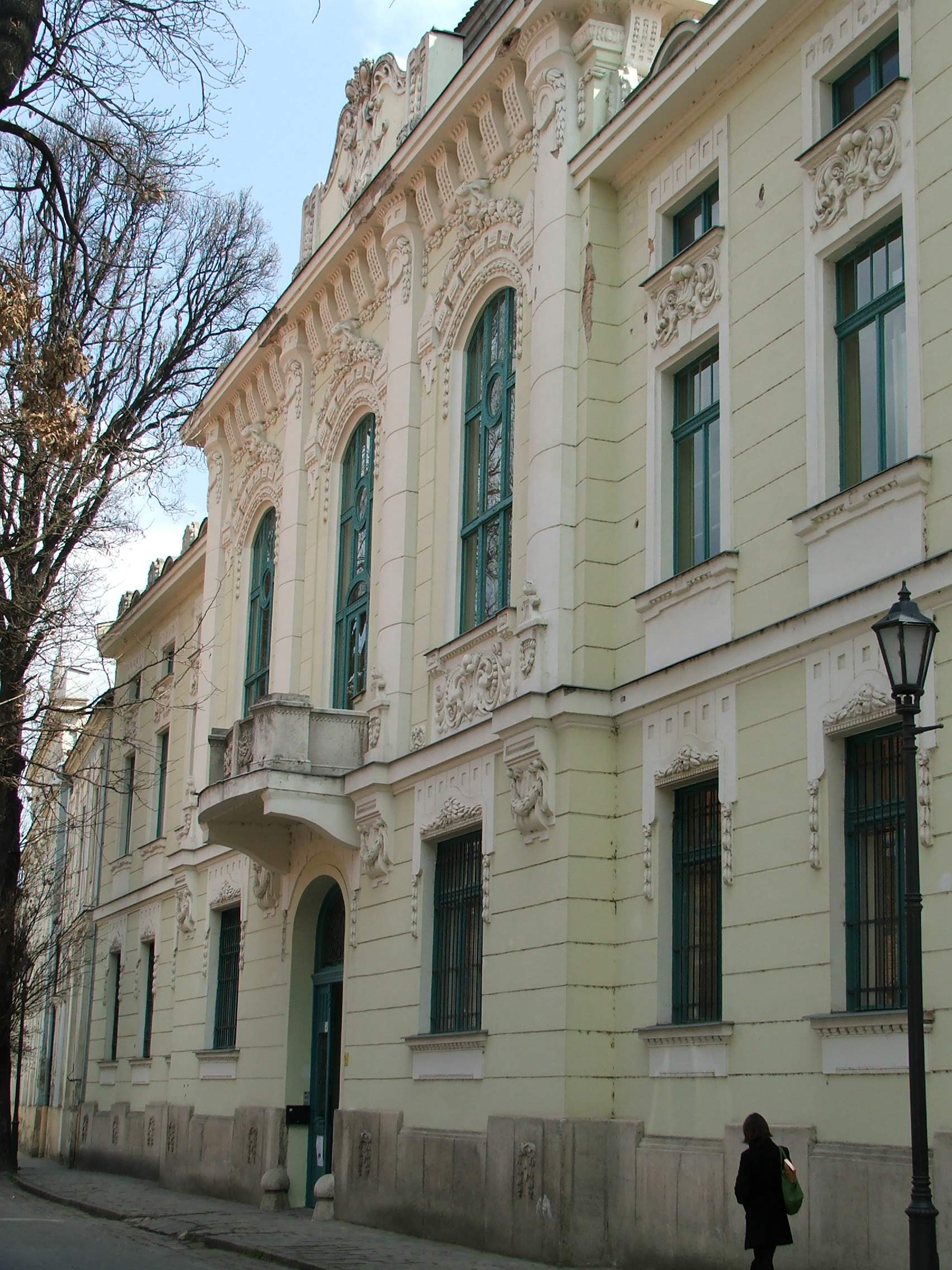
A vármegyeháza

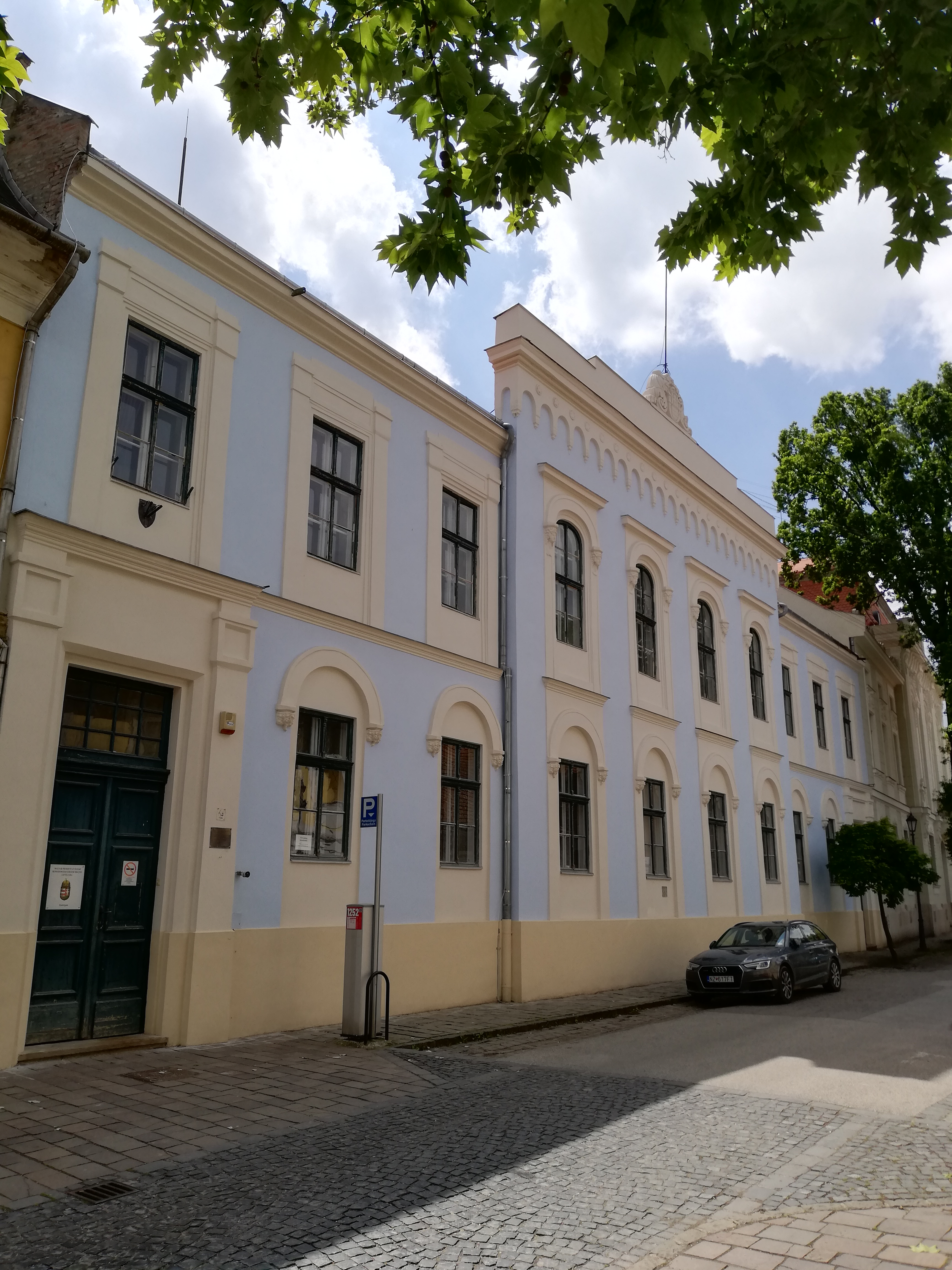
A megyei levéltár egyik épülete

- A házsor a belvárosi plébániatemplom, vagy Szent Péter és Szent Pál plébániatemplom főhomlokzatával párhuzamosan fut.
- A 26-os szám alatt áll az úgynevezett Magurányi-ház, ami 1820 körül épült klasszicista stílusban, de később többször is átalakították. Zártsorú beépítésben áll, L alaprajzú, földszintes, nyeregtetős lakóház. Utcai homlokzatának északi oldalához vízszintes záradékú kapu csatlakozik. Az udvari homlokzat elé üvegezett faveranda készült a 19. század végén.
- A 14-es házszám alatt álló historizáló Eggenhoffer-házat 1900 körül Eggenhoffer József cserépgyáros építette. L alaprajzú, földszintes, nyeregtetős sarokház. A Deák Ferenc utcai homlokzatának nyugati végében enyhe kiülésű rizalitban, szegmentíves bejárati kapu áll. Síkmennyezetes belső terek jellemzik, részben megtalálhatóak a 19. század végi nyílászárók. 1999–2001 között felújították, részben átalakították. Ekkor bontották le az eredetileg U alaprajzú épület rövidebb, udvari szárnyát.
- A 10-es szám alatt földszintes, öttengelyes ház található. 1761-től itt működött a város elemi iskolája, itt nyitották meg a város első óvodáját is. 1860-63-ban ebben a házban lakott Csepreghy Ferenc színműíró. A mai homlokzat a 19. század végén készült, a széles egyenes vonalú kapu két oldalán két-két ablak nyílik.
- A Deák Ferenc utca 6. szám alatti Tindler-ház egy földszintes, barokk eredetű, négytengelyes épület. A kosáríves kapu az épület bal oldalán nyílik, mellette aszimmetrikusan lehelyezve három ablak található, melyek keretezése 19. századi.
- A Deák Ferenc utca 4. szám alatt található a volt Vármegyeháza (Bottyán János utca 3.) hátsó homlokzata. Ez az épületszárny 1910-ben épült historizáló szecessziós stílusban. Az épület kilenctengelyes, kétszintes, homlokzatán zsúfolt építészeti tagozatok és gazdag ornamentális díszítés látható. A háromtengelyes középrész kiemeli a kapuzatot és felette a kőerkélyes dísztermet. A szegmentíves nagy nyílásokat leveles füzér, és széles gyümölcsfüzér koronázza, középen egy-egy gyermekfejjel. Az ablakokat félpillérek határolják füzérdíszes fejezetekkel. A kapu feletti kőerkély oldalát és az oldalablakok környékét növényi ornamentika díszíti. A koronázó párkány konzolsoros, a középrészen magasodó attikán Esztergom vármegye kőből faragott címere látható. A Bottyán utcai Vármegyeháza udvari bővítésére a 19. század első felében került sor, ekkor készült el a Deák Ferenc utcai szárny és a hozzá vezető északi szárny klasszicista stílusban. 1910-ben hozzáépült az udvar déli szárnya és a Deák Ferenc utcai homlokzatot szecessziós stílusban átépítették.
- A Deák Ferenc utca 2. szám alatt található a Komárom-Esztergom Megyei Önkormányzat Levéltárának egyik épülete, mely 1853-ban épült a Szent Imre Gimnázium számára Hild József tervei alapján,[2] és Prokopp János kivitelezésében. Szerkezetében klasszicista, díszítő elemeit tekintve romantikus stílusban. Az épület kétszintes, tíztengelyes, középrésze négy tengellyel kissé előreugró. Az ablakokat a két szinten széles falsáv kapcsolja össze, az emeleten félköríves, a földszinten egyenes záródású ablakok kaptak helyet. Ezeket mindkét szinten széles félkörív koronáz, amelyeket egy-egy konzol tart. Az emeleti konzolokat egy-egy gyöngypártás, csigákban csavarodó, hosszú hajú magyar leányfej, míg a földszintieket egy-egy leveles ág alkotja. Mindkét szinten egyenes vonalú párkány koronázza az ablakokat. A kis levéldíszes konzolokon vak árkádsor nyugszik, mely a díszes kőpárkányt ékesíti, felette köríves keretekben szintén levéldíszek domborodnak. Az épületet többszörösen profilozott főpárkány zárja le, amely fölé kétlépcsős attika emelkedik. Ezen látható a palmetta levelekkel körülfon városcímer a zászlótartóval. A két oldalszárny három-három tengelyes, az emeleti ablakok keretezése zárt. Az épületbe a két szélső tengelyben nyíló kapun keresztül lehetséges bejutni.

## Az utca nyugati házsora
A Deák Ferenc utca nyugati oldalán a Pór Antal tér felől haladva:
- A 7. szám alatti Etter-ház egy 1860-ban épült, egyszintes, héttengelyes, romantikus stílusú lakóház. Prokopp János tervei alapján készült. Homlokzatát sötétebb és világosabb színűre égetett téglákból rakták, ami a mai Esztergom belvárosában egyedülálló. A ház két szélén két, téglából rakott félpillér található aedikulás záródással, közrefogva a kaput és a két ablakot. A kapunyílás szegmentíves, pálcataggal profilozott, felette szőlőleveles kerámiafríz. Az épület jobb szélén az aszimmetrikusan elhelyezett két ablak felett szintén kerámiafríz található. A párkányzatot sötétebb színű téglákból, plasztikusan felrakott vak árkádsor díszíti, kiemelve a romantika középkori motívumkincsét. A fa kapuszárnyak is eredetiek. A legdíszesebb épületrész a homlokzat négyablakos főrésze. A szegmentíves ablakok közös övpárkányon ülnek, melyek alatt az ablakkötényeket egy-egy csúcsára állított négyzet díszíti. Az ablakok felett Marschalkó János szobrász történelmi portréi láthatók. A keskeny párkány alatt élére állított téglasor fűrészfogas motívumot alkot, a felette látható két padlástér ablak a homlokzat függőleges tagolását hangsúlyozza az épület ablakaival együtt. A falat kétoldalt sakktábla díszítés zárja.
- A Deák Ferenc utca 5. szám alatti Lieb-ház egy földszintes, héttengelyes 1840 körül, klasszicista stílusban épült lakóház. A középtengelyben két-két félpillérrel közrefogott, széles, négyzetes kapunyílás található az eredeti faragott fa kapuszárnyakkal. Kétoldalt három-három nagyméretű ablak helyezkedik el, amelyek fölött egyenes vonalú szemöldökpárkányok húzódnak. Közöttük egy-egy toszkán fejezetű félpillér utal az épület klasszicista jellegére.

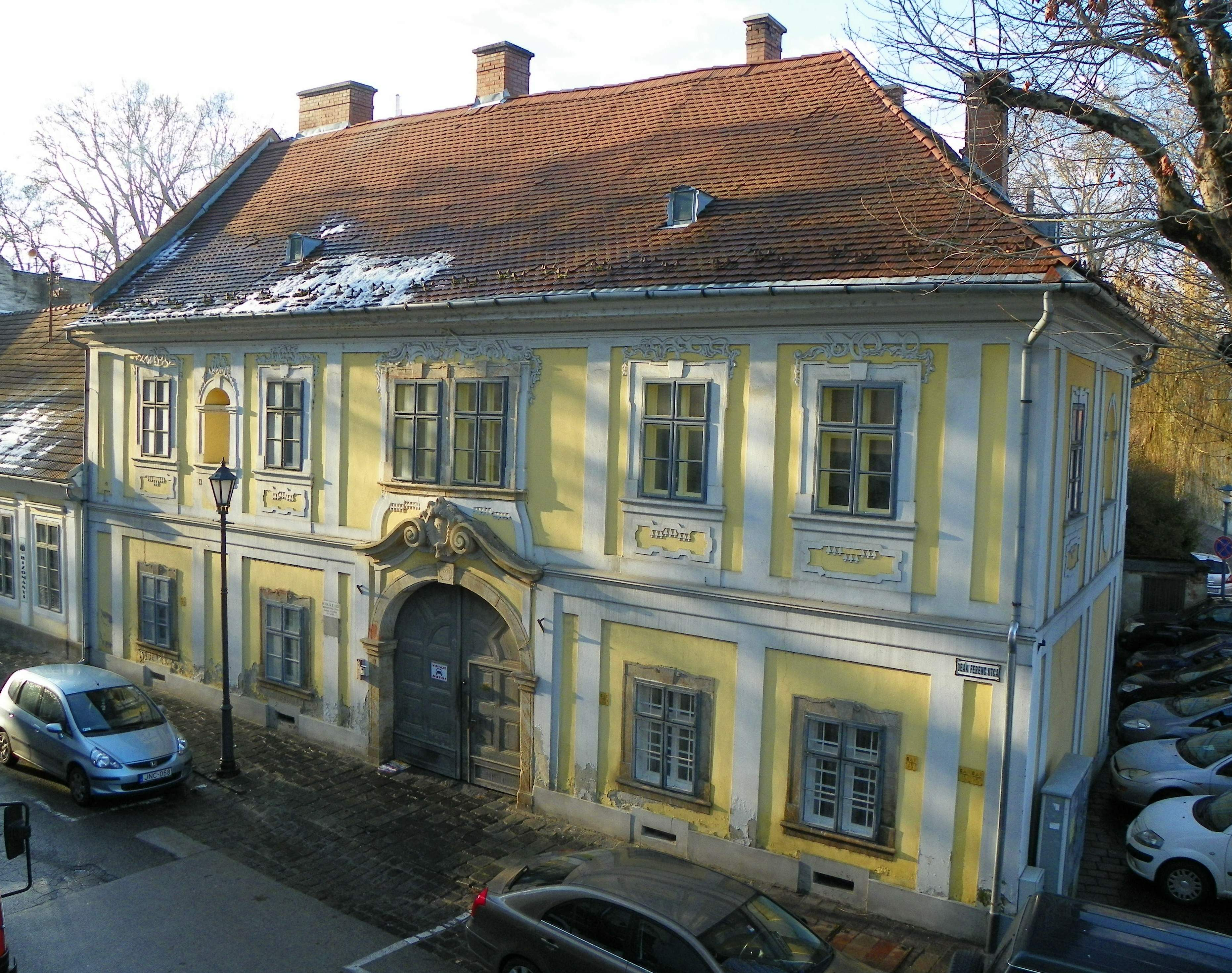
Az Obermayer-ház

- A Fogarassy-Obermayer-ház vagy csak Obermayer-ház (polgármester-ház) a Deák Ferenc utca 3 szám alatt egy 1767-ben épült, kétszintes, barokk sarokház áll, a főhomlokzaton hat, az oldalhomlokzaton négy függőleges osztással. A két szintet hangsúlyos övpárkány választja el, A széles, kőkeretes, kosáríves kapu a főhomlokzat tengelyében nyílik, zárókövén az 1767-es évszám látható. A kapu felett az övpárkány kiszélesedik és két egymás elé forduló volutában folytatódik, melyek címerpajzsot fognak közre. A pajzson 1867-től a város címere látható. Felette nyílik a jellegzetes kettős ablak, amely közök könyöklőpárkányon nyugszik és amelyet gazdag stukkódísz ékesít. Az ablakok között mindkét szinten falsávok tagolják a homlokzatokat. Baloldalt két ablak között egy keskenyebb falfelületen íves szoborfülke kapott helyet. Az oldalhomlokzat öttengelyes, az ablakokat váltja egy közéjük helyezett szoborfülke. A kapualj csehsüvegboltozatú, innen bal oldalon vezet fel az egyfordulós, boltozott barokk lépcsőház. A földszinti helyiségek fiókos barokk boltozata eredeti. Az épület lakóházként, később a bencés gimnázium régészeti gyűjteményének bemutatóhelyeként működött. 1934 és 1944 között a mindenkori esztergomi polgármester otthona volt.
- Az épülettel szomszédos Deák Ferenc utca 1. szám alatti jellegtelen lakóházat a két világháború között elbontották, mivel így szélesebb út kötheti össze a város főterét a Kis-Duna parttal.